# Interstate 35E (Minnesota)
L'Interstate 35E (I-35E) est une autoroute inter-États dans le Minnesota. Elle passe par le centre-ville de Saint Paul. Elle est l'une des deux routes de l'I-35 dans les villes jumelles de Minneapolis et Saint Paul, l'autre étant l'I-35W à travers le centre-ville de Minneapolis.
S'orientant vers le nord, l'I-35 se sépare à Burnsville et l'I-35W se dirige vers le nord sur 41 miles (66 km), portant sa propre séquence de numéros de sortie. Elle parcourt le centre-ville de Minneapolis avant de rejoindre l'I-35E et de reformer l'I-35 à Columbus près de Forest Lake.
Durant les premières années d'existence du système des autoroutes inter-États, les autoroutes auxiliaires avec des suffixes directionnels tels que N, S, E et W étaient communs. Pour toutes les autres autoroutes, ces suffixes directionnels ont été remplacés par des numéros reliés à l'autoroute principale. Ce sont les autoroutes collectrices ou de contournement (comme l'I-270 au Maryland qui a été l'I-70S) ou, dans certains cas, se sont vus assigné un numéro de route différent (comme l'I-76 qui a déjà été l'I-80S). Dans le cas de l'I-35 dans la région de Minneapolis–Saint Paul, puisqu'aucune des deux branches n'est clairement la route principale et que les deux routes se réunissent au-delà des villes de Minneapolis et de Saint Paul, les suffixes E et W sont demeurés actifs, L'autoroute se sépare une seconde fois en deux embranchements (I-35E et I-35W) à Dallas–Fort Worth, Texas, pour les mêmes raisons.

## Description du tracé

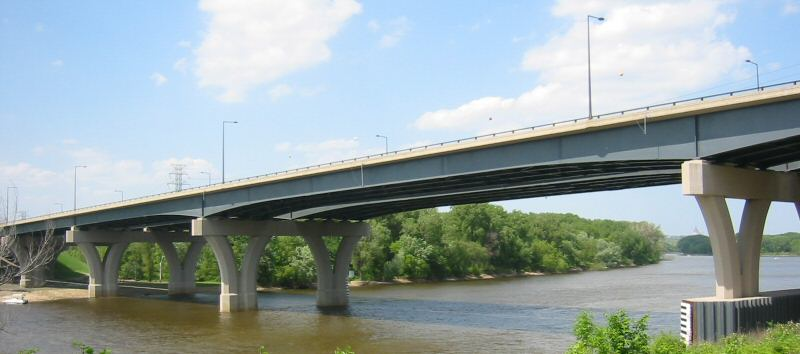
Le nouveau Pont Lexington, complété en 2004.

Le terminus sud de l'I-35E est à Burnsville, où l'I-35 se sépare en deux segments, l'I-35E et l'I-35W. Alors que l'I-35E adopte un tracé vers le nord-est à travers Saint Paul, l'I-35W se dirige vers le nord pour traverser Minneapolis. Les deux autoroutes ne sont pas accessibles en direction sud. L'I-35E se dirige vers le nord-est à travers la ville de Burnsville. Elle continue à travers Eagan et Mendota Heights. Sur son trajet, elle croise certaines routes importantes dont l'I-494. Elle traverse le fleuve Mississippi via le Pont Lexington. Ce pont dispose d'un système antigivrant qui saupoudre de l'acétate de potassium sur la surface du pont pour prévenir le gel et la formation de glace sur la chaussée. L'I-35E entre dans les limites de Saint Paul.
L'I-35E croise la MN 5 dans le quartier de West Seventh. La portion de l'I-35E entre MN 5 et le centre-ville est une autoroute partiellement en tranchée avec une limite de vitesse à 72 km/h. Cette portion est interdite aux véhicules de plus de 4 100 kg. Ceux-ci doivent emprunter un chemin de détour via l'I-494 et l'I-694. Ce segment est conçu en "Parkway" plutôt qu'en autoroute typique dû aux protestations de résidents locaux au moment de la construction.
Au centre-ville, l'I-35E croise l'I-94 et forme un très court multiplex avec celle-ci. Il n'y a cependant pas d'accès depuis l'I-35E nord vers l'I-94 ouest. La fin du multiplex avec l'I-94 est le début de celui avec la US 10. Entre cette jonction, au centre-ville, et le croisement avec l'I-694 à Little Canada, l'I-35E nord / US 10 ouest croise quelques artères locales en plus de la MN 36. La US 10 quitte le tracé de l'I-35E nord lorsque cette dernière rencontre l'I-694. Les deux autoroutes formeront un court multiplex en direction est avant que l'I-35E ne bifurque vers le nord. Entre Vadnais Heights et son terminus nord, l'I-35E croise quelques artères locales. L'I-35E rejoint finalement l'I-35W pour reformer l'I-35 à Columbus près de Forest Lake.
L'I-35E poursuit la séquence de numérotation de l'I-35 sur toute sa longueur, alors que l'I-35W utilise sa propre séquence de numérotation.

## Liste des sorties
| Interstate 35E                                                          |                             |        |        |        |                                                                             | |
| Comté                                                                   | Municipalité                | mi     | km     | Sortie | Intersections / Destinations                                                | Notes |
| Dakota                                                                  | Burnsville                  | 88,27  | 142,05 |        | I-35 sud / I-35W – Albert Lea                                               | I-35W sud et I-35E sud forment l'I-35; pas d'accès à l'I-35W depuis l'I-35E; sortie 88A de l'I-35 nord                |
| Dakota                                                                  | Burnsville                  | 88,79  | 142,90 | 88B    | CSAH 42                                                                     | |
| Dakota                                                                  | Apple Valley                | 90,62  | 145,83 | 90     | CSAH 11                                                                     | |
| Dakota                                                                  | Eagan                       | 92,63  | 149,07 | 92     | MN 77 (en) (Cedar Avenue) – Zoo                                             | |
| Dakota                                                                  | Eagan                       | 93,77  | 150,91 | 93     | CSAH 32 (Cliff Road)                                                        | |
| Dakota                                                                  | Eagan                       | 94,91  | 152,74 | 94     | CSAH 30 (Diffley Road)                                                      | |
| Dakota                                                                  | Eagan                       | 97,12  | 156,30 | 97A    | CSAH 30 (Pilot Knob Road)                                                   | |
| Dakota                                                                  | Eagan                       | 97,43  | 156,80 | 97B    | CSAH 28 (Yankee Doodle Road)                                                | Sortie direction nord via sortie 97A                                                                                  |
| Dakota                                                                  | Eagan                       | 98,56  | 158,62 | 98     | CSAH 26 (Lone Oak Road)                                                     | |
| Dakota                                                                  | Mendota Heights             | 99,67  | 160,40 | 99     | I-494                                                                       | Indiqué sortie 99A (est) et 99B (ouest); sortie 70 de l'I-494                                                         |
| Dakota                                                                  | Mendota Heights             | 101,17 | 162,82 | 101    | MN 62 (en)                                                                  | Indiqué sortie 101A (est) et 101B (ouest) en direction sud                                                            |
| Dakota                                                                  | Mendota Heights             | 102,59 | 165,10 | 102    | MN 13 (en) (Sibley Highway) / Great River Road (Route nationale) (en)       | Terminus sud du multiplex avec Great River Road                                                                       |
| Ramsey                                                                  | Saint Paul                  | 103,35 | 166,32 | 103A   | Great River Road (Route nationale) (en) (Shepard Road)                      | Sortie direction nord, entrée direction sud; terminus nord du multiplex avec Great River Road                         |
| Ramsey                                                                  | Saint Paul                  | 103,69 | 166,87 | 103B   | MN 5 (en) (West 7th Street)                                                 | |
| Ramsey                                                                  | Saint Paul                  | 104,46 | 168,12 | 104A   | CSAH 38 (Randolph Avenue)                                                   | |
| Ramsey                                                                  | Saint Paul                  | 104,60 | 168,34 | 104B   | Ayd Mill Road                                                               | Sortie direction nord, entrée direction sud                                                                           |
| Ramsey                                                                  | Saint Paul                  | 105,01 | 169,00 | 104C   | Victoria Street                                                             | Sortie direction sud, entrée direction nord                                                                           |
| Ramsey                                                                  | Saint Paul                  | 105,56 | 169,89 | 105    | St. Clair Avenue                                                            | Sortie direction sud, entrée direction nord                                                                           |
| Ramsey                                                                  | Saint Paul                  | 106,28 | 171,04 | 106A   | Grand Avenue                                                                | Sortie direction nord, entrée direction sud                                                                           |
| Ramsey                                                                  | Saint Paul                  | 106,98 | 172,17 | 106B   | Kellogg Boulevard                                                           | Sortie direction nord, entrée direction sud                                                                           |
| Ramsey                                                                  | Saint Paul                  | 107,45 | 172,92 | 106C   | 11th Street – Capitole d'État                                               | Sortie direction nord, entrée direction sud                                                                           |
| Ramsey                                                                  | Saint Paul                  | 107,50 | 173,00 | 107B   | I-94 ouest / US 12 ouest / US 52 ouest – Minneapolis                        | Terminus sud du multiplex avec I-94 / US 52; sortie direction sud, entrée direction nord; sortie 241C de l'I-94 ouest |
| Ramsey                                                                  | Saint Paul                  | 107,61 | 173,19 | 107A   | I-94 est / US 10 est / US 12 est / US 52 sud / 10th Street / Wacouta Street | Terminus sud du multiplex avec US 10; terminus nord du multiplex avec I-94 / US 12 / US 52                            |
| Ramsey                                                                  | Saint Paul                  | 108,04 | 173,88 | 107C   | University Avenue – Capitole d'État                                         | Sortie direction sud seulement                                                                                        |
| Ramsey                                                                  | Saint Paul                  | 108,30 | 174,26 | 108    | CSAH 33 (Pennsylvania Avenue)                                               | Fermée; n'avait pas de sortie direction sud                                                                           |
| Ramsey                                                                  | Saint Paul                  |        |        | 108    | Cayuga Street                                                               | |
| Ramsey                                                                  | Saint Paul                  | 109,40 | 176,06 | 109    | CSAH 31 (Maryland Avenue)                                                   | |
| Ramsey                                                                  | Limite Saint Paul–Maplewood | 110,34 | 177,57 | 110A   | CSAH 30 (Larpenteur Avenue) / Wheelock Parkway                              | |
| Ramsey                                                                  | Maplewood                   | 110,91 | 178,48 | 110B   | Roselawn Avenue                                                             | |
| Ramsey                                                                  | Little Canada               | 111,70 | 179,77 | 111    | MN 36 (en) – Stillwater, Minneapolis                                        | Indiqué sortie 111A (est) et 111B (ouest)                                                                             |
| Ramsey                                                                  | Little Canada               | 112,56 | 181,15 | 112    | CSAH 21 (Little Canada Road)                                                | |
| Ramsey                                                                  | Little Canada               | 113,53 | 182,71 | 113    | I-694 ouest / US 10 ouest                                                   | Terminus nord du multiplex avec US 10; terminus sud du multiplex avec I-694; sortie 49 de l'I-694                     |
| Ramsey                                                                  | Vadnais Heights             | 114,18 | 183,76 | 114    | I-694 est                                                                   | Terminus nord du multiplex avec I-694; sortie 47 de l'I-694                                                           |
| Ramsey                                                                  | Vadnais Heights             | 115,44 | 185,78 | 115    | CSAH 15 (County Road Canada Road)                                           | |
| Ramsey                                                                  | White Bear Lake             | 117,47 | 189,05 | 117    | CSAH 96                                                                     | |
| Ramsey                                                                  | White Bear Township         | 120,57 | 194,04 | 120    | CSAH 60 / CSAH 81 / County Road J                                           | Sortie direction nord, entrée direction sud                                                                           |
| Anoka                                                                   | Lino Lakes                  | 123,57 | 198,87 | 123    | CSAH 14                                                                     | |
| Anoka                                                                   | Columbus                    | 127,61 | 205,37 |        | I-35 nord / I-35W                                                           | I-35E nord et I-35W nord forment l'I-35; pas d'accès à l'I-35W depuis l'I-35E; sortie 127 de l'I-35 sud               |
| - Terminus de multiplex - Accès incomplet - Transition de route - Fermé |                             |        |        |        |                                                                             | |